# Notre-Dame-de-l'Osier
Notre-Dame-de-l'Osier é uma comuna francesa na região administrativa de Auvérnia-Ródano-Alpes, no departamento de Isère. Estende-se por uma área de km², com habitantes, segundo os censos de 1999.